# Josef Kroutvor
Josef Kroutvor (* 30. března 1942 Praha) je český esejista, historik umění, básník a prozaik. Věnuje se zejména dějinám plakátu, umělecké fotografie, designu, architektury a sociologii kultury.

## Život
Roku 1960 maturoval na střední průmyslové škole strojnické. Poté pracoval jako technolog ve firmě Nářadí. V letech 1961-1967 studoval filozofii, historii a dějiny umění na Filozofické fakultě Univerzity Karlovy. Jeho diplomová práce nesla název Jazyk, řeč a existence. Poté pracoval v Ústavu pro teorii a dějiny hromadných sdělovacích prostředků. V roce 1968 získal roční stipendium na univerzitě v Besançonu ve Francii. Roku 1969 se vrátil do Československa a o rok později nastoupil do Uměleckoprůmyslového muzea v Praze, na pozici odborného muzejního pracovníka se specializací na dějiny plakátu.
Josefa Kroutvora sledovala StB a vedla na něj svazek nepřátelské osoby. Zprávy o Josefu Kroutvorovi podával StB zaměstnanec Art Centra Zdeněk Zbořil (krycí jméno Houf) nebo student AVU a aktivní člen KSČ Pavel Brom (krycí jména Malíř, Zombák, Láďa).
V roce 1990 absolvoval studijní pobyt na Institutu pro vědy o člověku ve Vídni. V letech 1990–1992 přednášel dějiny plakátu a reklamy na Vysoké škole uměleckoprůmyslové a na Fakultě sociálních věd UK. V roce 1993 se stal v Uměleckoprůmyslovém muzeu vedoucím oddělení užité grafiky a fotografie. Roku 2002 obhájil rigorózní práci K otázce česko-německých vztahů v moderním umění 1890-1945. Roku 2003 odešel do důchodu.

### Ocenění
- 2016 Cena Nadace ČLF za literární dílo roku 2015 (Chvály, pocty i rozpaky)[6]
- 2022 Cena Jaroslava Seiferta (Poletování jednoho ptáčka)[7]

## Dílo
Josef Kroutvor začal publikovat koncem 60. let časopisech, které byly po roce 1969 zrušeny (Sešity, Host do domu). V letech 1969 -1989 přispíval do časopisů Umělecká řemesla, Typografie, Film a doba a do exilových Listů a Svědectví. Své eseje vydával doma v samizdatu pod kafkovským pseudonymem "Josef K".
Kromě jiných prací mu v roce 1990 vyšla sbírka esejů Potíže s dějinami. Je to první kniha, která se od dob Milana Kundery hlouběji zamýšlí nad problematikou střední Evropy, resp. Československa.
Kniha obsahuje čtyři eseje – Potíže 1. republiky (pojem a společenský život), Potíže střední Evropy (anekdota a dějiny), Potíže s existencí (mýtus a česká literatura) a Potíže s emigrací (intelektuál na útěku).

### Eseje
- Pražský chodec (1985)
- Potíže s dějinami (1990)
- Praha, město ostrých hran (1992)
- Benátky (1992)
- Šumava a Josef Váchal (1994)
- Živly (1997)
- Města a ostrovy (2002)
- Můj Mácha (2003)
- Klobouk, kniha a hůl (2009)
- Malá vánoční četba (2010)
- Nové cesty na jih (2011)
- Fotografie jako mýtus (2013)
- Setkávání s Hrabalem (2014)
- Chvály, pocty i rozpaky (2015)
- Lesní eseje (2019)
- Pomalu na cestě k Betlému (2020)
- Bukvova hůl (2020)
- Lesní glosy (2021)

### Výtvarné monografie a studie
- Hlava Medusy (1985) – náklad zabaven
- Pražský chodec. Dějiny českého plakátu 1890-1945, Acta UPM 20, Praha 1985
- Jiří Sopko, Praha 1990
- Egon Schiele, Praha 1991
- Poselství ulice. Dějiny českého plakátu, Praha 1991
- Dynastie. Fotografie Ivana Pinkavy, Praha 1993
- Outsider Svatopluk Máchal, Ztichlá klika, Praha 1993
- Náchodský okruh art deco (1994)
- Josef Váchal, Praha 1994 (et al.)
- Café fatal. Mezi Prahou, Vídní a Paříží (1998)
- Suterény. Vybrané kritické texty 1963–2000 (2001)
- Škola české grotesky, Praha 2002

### Próza
- Nový bestiář a jiné historky (1998)

### Básně
- Fernety (1998)
- Pouštění papírových draků (2002)
- Rozsypaný čaj (2005)
- V Kupě (2012)
- Popořádku (2015)

### Autobiografie
- Poletování jednoho ptáčka, Torst, 2019, ISBN 978-80-7215-579-8

### Výstavy

#### Autorské
- 2002 Josef Kroutvor: Města a ostrovy, Týnská literární kavárna, atrium, Praha
- 2010 Josef:Kroutvor: Maličkosti

#### Společné
- 2002 Skupina 42 – II, Galerie Nový Svět, Praha
- 2008 Slovem i obrazem, Galerie Vltavín, Masarykovo nábřeží, Praha
- 2017 Hudba, moře, divadlo, Josef Kroutvor, David Radok, Ivan Theimer, Galerie U Betlémské kaple, Praha, 3. – 29. listopad 2017[8]